# Scaphiophryne marmorata
Espèce
Statut de conservation UICN

 VU B1ab(iii) : Vulnérable
Scaphiophryne marmorata est une espèce d'amphibiens de la famille des Microhylidae.

## Répartition
Cette espèce est endémique de Madagascar. Elle se rencontre entre 100 et 1 000 m d'altitude dans le centre-Est de l'île,.

## Description
Scaphiophryne marmorata mesure de 32 à 36 mm pour les mâles et de 35 à 44 mm pour les femelles. Son dos est vert-olive avec de grandes taches brunâtres. La peau de son dos est fortement granuleuse et, en particulier, chez le mâle en période de reproduction. Ses pattes présentent des barres sombres. Son ventre est blanchâtre avec des taches noires. Le mâle présente un seul sac vocal.

## Publication originale
- Boulenger, 1882 : Catalogue of the Batrachia Salientia s. Ecaudata in the collection of the British Museum, ed. 2, p. 1-503 (texte intégral).